# Jaroslav Pelikan
Jaroslav Jan Pelikan (Akron, 17 dicembre 1923 – Hamden, 13 maggio 2006) è stato uno storico statunitense noto per essere stato uno dei maggiori esperti di Storia del Cristianesimo e Medioevo e per aver vinto, con il francese Paul Ricœur, il Kluge Prize nel 2004.

## Biografia, opera, pensiero e riconoscimenti
Nato ad Akron, nell'Ohio, i suoi genitori erano originari della Slovacchia  e della Serbia. Quando neanche poteva tenere in mano una penna, la madre gl'insegnò ad usare una macchina per scrivere, nonostante volesse diventare un pianista. Comprese ciò che realmente voleva fare da grande poco prima degli studi universitari e decise di non limitare le proprie conoscenze al Cattolicesimo e al Protestantesimo, come molti facevano, ma d'interessarsi anche degli Ortodossi orientali; così, dopo alcuni seminari presso il Concordia Seminary di Clayton, nel Missouri, nel 1946, a soli ventidue anni, ottenne il Ph.D. - dottorato in Filosofia - dalla University of Chicago.
Divenuto nel 1962 professore di Storia del Cristianesimo presso la Yale University di New Haven (Connecticut), nel 1972 è stato nominato Sterling Professor of History, ottenendo così una posizione di privilegio nel mondo accademico. In questo periodo Pelikan ha vinto diversi premi e riconoscimenti accrescendo notevolmente la propria fama di studioso: a culminare la propria attività, dal 1992 al 1993 ha tenuto una serie conferenze - dette Gifford Lectures - presso le quattro principali università della Scozia - St Andrews, Glasgow, Aberdeen e Edimburgo.
Il Presidente Bill Clinton lo ha nominato Presidente della Commissione sulle Arti e sulle Discipline Classiche (President's Committee on the Arts and Humanities). Nel 2004 ha vinto il Kluge Prize: ha devoluto 500.000$ al Saint Vladimir's Orthodox Theological Seminary - all'epoca presieduto dal reverendo John H. Erickson. Morto all'età di ottantadue anni, la sua sepoltura è stata accompagnata dalle note del celebre violoncellista cinese Yo-Yo Ma.
Pelikan ha scritto oltre trenta saggi sul Cristianesimo e la sua storia tra i quali spicca La Tradizione Cristiana: Storia dello sviluppo della dottrina (The Christian Tradition: A History of the Development of Doctrine), scritto tra il 1973 ed il 1990.

### Elenco delle opere (titoli in Inglese)
- Acts (2006) Brazos Press, ISBN 1-58743-094-0. A theological Bible commentary
- Bach Among the Theologians (1986), Philadelphia: Fortress Press, ISBN 0-8006-0792-9
- The Christian Tradition: A History of the Development of Doctrine, 5 vols. (1973–1990). Chicago: University of Chicago Press
  - Volume 1: The Emergence of the Catholic Tradition 100–600 (1973) ISBN 0-226-65371-4
  - Volume 2: The Spirit of Eastern Christendom 600–1700 (1974) ISBN 0-226-65373-0
  - Volume 3: The Growth of Medieval Theology 600–1300 (1978) ISBN 0-226-65375-7
  - Volume 4: Reformation of Church and Dogma 1300–1700 (1984) ISBN 0-226-65377-3
  - Volume 5: Christian Doctrine and Modern Culture since 1700 (1990) ISBN 0-226-65380-3
- Christianity and Classical Culture: The Metamorphosis of Natural Theology in the Christian Encounter with Hellenism (1993) Gifford lectures at Aberdeen, Yale U. Press, ISBN 0-300-06255-9
- Confessor Between East and West: A Portrait of Ukrainian Cardinal Josyf Slipyj
- Credo: Historical and Theological Guide to Creeds and Confessions of Faith in the Christian Tradition (2003) Yale U. Press, ISBN 0-300-09388-8
- Development of Christian Doctrine: Some Historical Prolegomena
- Divine Rhetoric: The Sermon on the Mount As Message and As Model in Augustine, Chrysostom, and Luther (2000) St. Vladimir's Seminary Press, ISBN 0-88141-214-7
- The Excellent Empire: The Fall of Rome and the Triumph of the Church
- Faust the Theologian (1995) Yale U. Press, ISBN 0-300-07064-0
- The Idea of the University: A Reexamination (1992) Yale U. Press, ISBN 0-300-05834-9
- The Illustrated Jesus Through the Centuries (1997) Yale U. Press ISBN 0300072686
- Interpreting the Bible and the Constitution (2004) Yale U. Press ISBN 0-300-10267-4
- Jesus Through the Centuries: His Place in the History of Culture (1985) Yale U. Press, ISBN 0-300-07987-7
- The Light of the World: A Basic Image in Early Christian Thought (1962) Harper and Brothers, no ISBN
- Martin Luther's works (1955–1969) multiple volumes
- Martin Luther's Basic Theological Writings
- Mary Through the Centuries: Her Place in the History of Culture (1996) Yale U. Press, ISBN 0-300-07661-4
- Mary: Images Of The Mother Of Jesus In Jewish And Christian Perspective
- The Melody of Theology: A Philosophical Dictionary ISBN 0-674-56472-3
- The Reformation of the Sixteenth Century (Forward) ISBN 0-8070-1301-3
- The Riddle of Roman Catholicism (1959)
- Sacred Writings: Buddhism – The Dhammapada (1987) Book of the Month Club, no ISBN
- Sacred Writings: Hinduism – The Rig Veda (1992) Book of the Month Club, no ISBN
- Sacred Writings: Islam – The Qur'an (1992) editor, Book of the Month Club, no ISBN, in English with Arabic sub-text
- The World Treasury of Modern Religious Thought (1990), editor, hardcover: ISBN 0-316-69770-2, paperback: no ISBN issued
- What Has Athens to Do with Jerusalem?: Timaeus and Genesis in Counterpoint (1998) Thomas Spencer Jerome Lectures, University of Michigan Press, ISBN 0-472-10807-7
- Jesus Through the Centuries. His Place in the History of Culture, Yale University Press, 1999
- Whose Bible Is It? A History of the Scriptures Through the Ages (2005) ISBN 0-670-03385-5